# Леклер дю Трамбле, Франсуа
Отец Жозе́ф (фр. le père Joseph), собственно Франсуа́ Лекле́р дю Трамбле́ (фр. François Leclerc du Tremblay, по прозвищу Серый кардинал (Eminence grise; 4 ноября 1577 — 17 декабря 1638) — государственный деятель Франции, монах капуцинского ордена.
Дворянин по происхождению, изначально он хотел сделать карьеру военнослужащего, участвовал в осаде Амьена в 1597 году, затем сопровождал специальное посольство в Лондон, однако в 1599 году резко изменил свои взгляды и принял постриг в монастыре капуцинов.
Он посвятил себя религиозной жизни с большим пылом и стал известным проповедником и реформатором. После смерти Генриха IV достиг влияния при дворе и постепенно стал сотрудником и ближайшим помощником Ришельё, политику которого проводил в особо важных миссиях: в 1624 году в Риме, в 1630 году в Регенсбурге и т. д. Серым кардиналом его прозвали за серый цвет носимого им плаща. Кардинальский же сан он получил лишь незадолго до своей смерти в 1638 году.
В качестве начальника канцелярии Ришельё отец Жозеф вместе с четырьмя другими капуцинами исполнял тайные поручения кардинала и в неразборчивости применяемых политических средств превосходил своего начальника — только конечные цели отца Жозефа носили более идейный характер и в большей степени проникнуты духом католичества, чем у Ришельё. Ришельё прочил отца Жозефа себе в преемники и многие годы добивался для него кардинальской шапки, но эти требования были отклонены, так как курия считала отца Жозефа одним из главных своих противников.
Ранке нашёл в Парижской национальной библиотеке сборник актов и документов 1634—1638, составленный под наблюдением отца Жозефа. Его жизни и деятельности посвящена работа Олдоса Хаксли «Серое Преосвященство: этюд о религии и политике» (Grey Eminence: a Study in Religion and Politics, 1941), центральной темой данной книги является история «человека, пытавшегося примирить политику и мистическую религию».

## В изобразительном искусстве

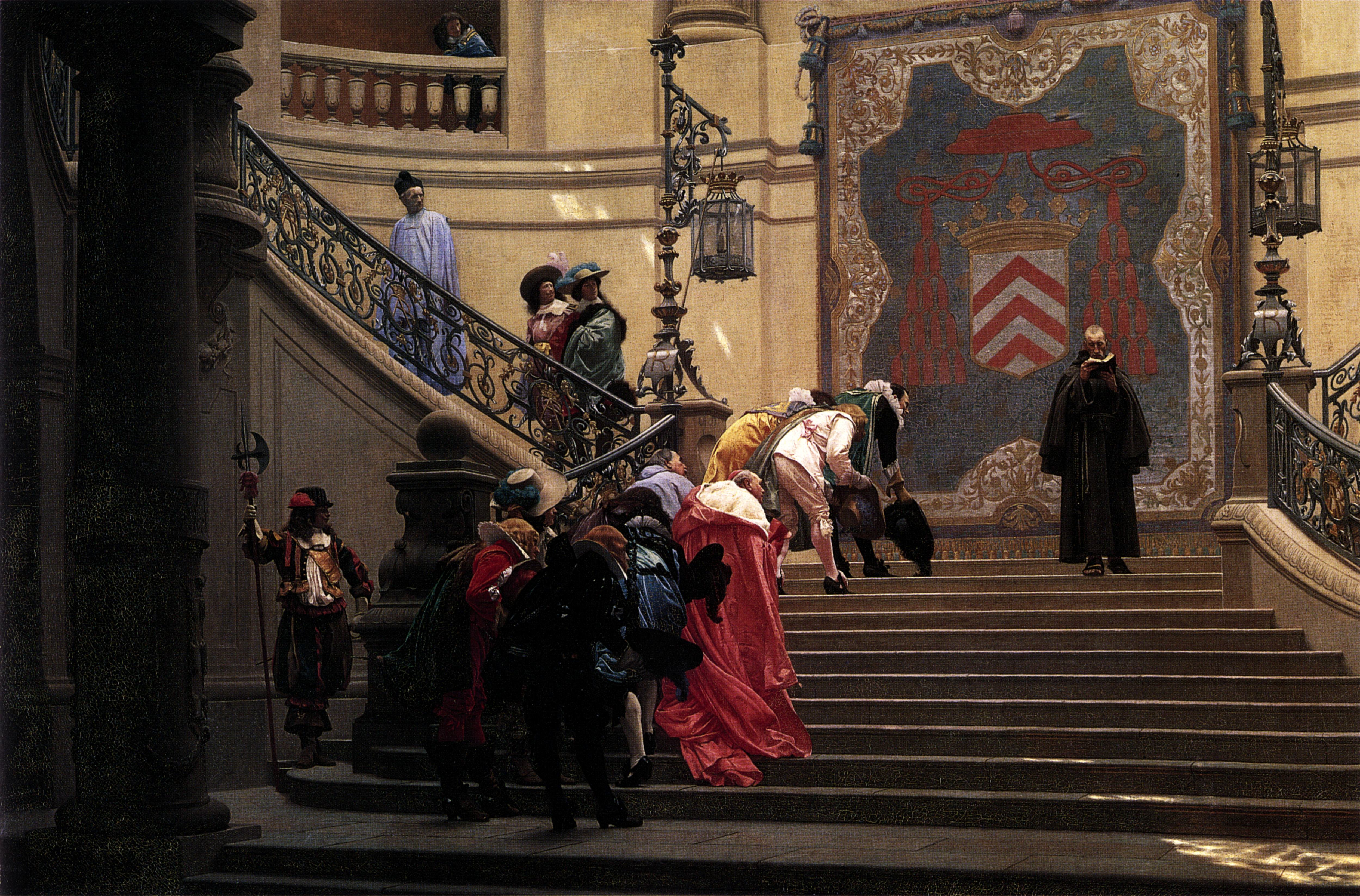
«Серое преподобие», картина Жана Леона Жерома.
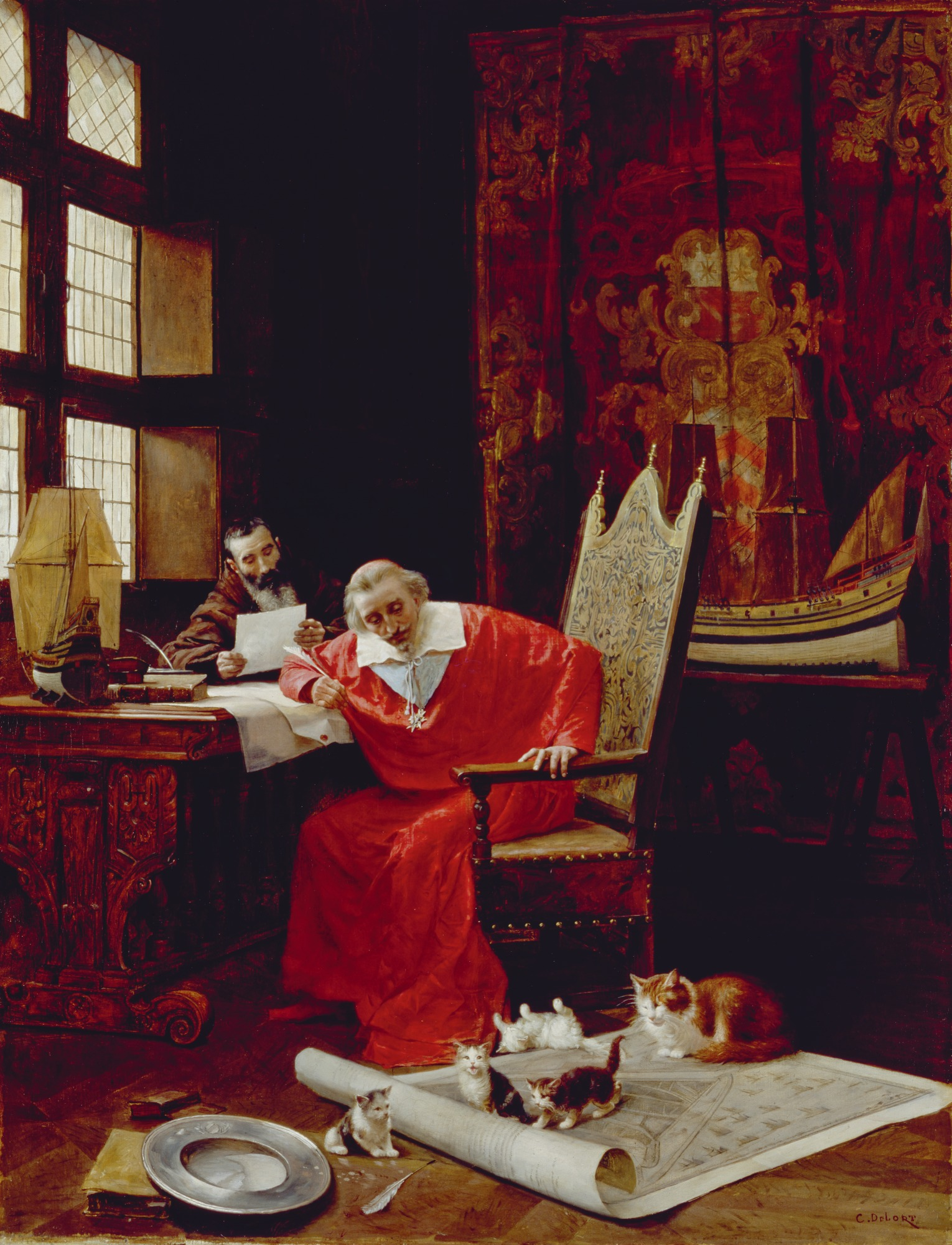
«Ришельё и его кошки», картина Шарля Эдуара Делора.

## Образ в кино
- Сериал Три мушкетёра / Les Trois Mousquetaires (Франция; 1921) режиссёр Анри Диаман-Берже, в роли отца Жозефа Шарль Дюллен.
- Четыре мушкетёра Шарло (1974). В роли отца Жозефа Поль Пребуа.
- Лон Пофф
  1. Три мушкетёра / The Three Musketeers (США; 1921) режиссёр Фред Нибло.
  2. Железная маска / The Iron Mask (США; 1929) режиссёр Аллан Дуон.
- Ришельё (мини-сериал) / Richelieu (Франция; 1977) режиссёр Жан-Пьер Декур. В роли отца Жозефа Жан Лёврэ.